# Footjob
Il footjob (job = lavoro, foot = piede, quindi letteralmente "lavoro di piede") è un tipo di masturbazione realizzata con i piedi.

## Tecniche

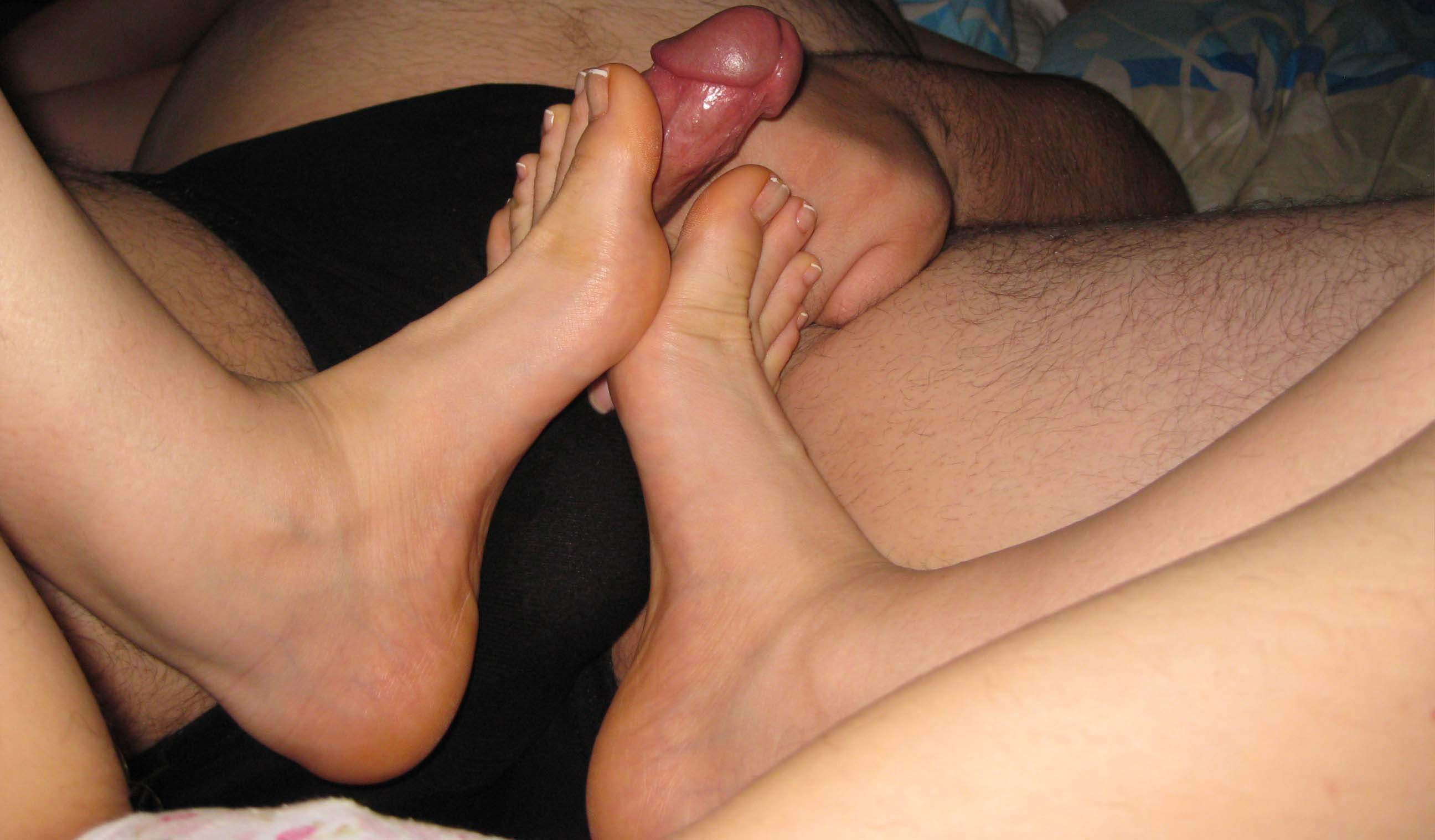
Footjob

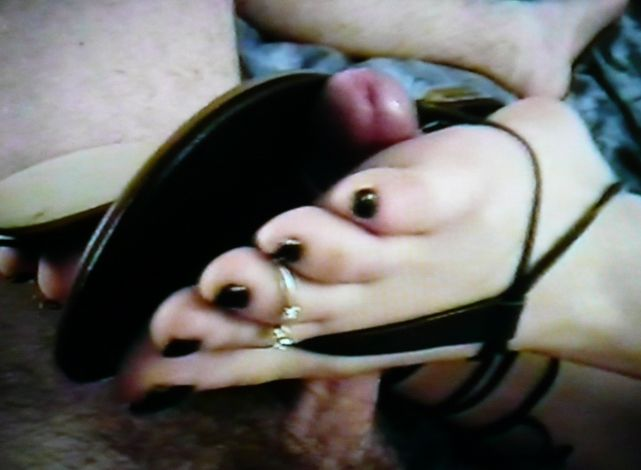
Shoejob

Le tecniche del footjob possono essere varie; la più comune è quella in cui gli archi formati dalle piante dei piedi chiudono tra essi il pene in una sorta di morsa ed eseguono il movimento della masturbazione.
Un'altra tecnica è quella di usare i piedi come "mano" (solitamente usata nella masturbazione canonica) stringendo il pene tra l'alluce e il secondo dito del piede, per eseguire quindi un movimento ritmico. Il footjob può essere praticato (nonostante la posizione sia più scomoda per l'esecutore) anche all'indietro, ovvero chinandosi in posizione prona dalla parte opposta del partner e, con i piedi, masturbarne il pene. In tal caso il footjob prende la denominazione di solejob (in inglese, sole = pianta del piede). Un altro metodo è quello di poggiare i talloni alla base del pene, in modo che esso rimanga eretto lungo le piante congiunte, ed agire con le dita, in particolare con i due alluci sul glande per produrre l'eccitazione; tale pratica risulta più gradevole nel caso in cui la pelle del piede sia sufficientemente morbida. Allo scopo può risultare utile una adeguata lubrificazione sia dei piedi che del pene, specie nel caso in cui questo sia circonciso. Un'altra comune tecnica utilizza semplicemente un solo piede, che realizza la masturbazione pressando il pene sul basso ventre usando le dita.
Un'altra tecnica prevede che la partner si trovi seduta (sul letto/sedia/divano) mentre il partner si trovi sdraiato a terra a pancia in su, in modo che lui possa venire masturbato con un solo piede e l'altro glielo si può mettere a sua discrezione in faccia per farglielo amare.
Esiste inoltre una pratica che consiste nello strusciare il pene sulla pianta del piede del/la partner, al fine di produrre il solletico.
La masturbazione può anche essere effettuata indossando delle calzature, in tal caso si usa il termine shoejob (in inglese, shoe = scarpa). In questo caso, oltre al contatto con la suola o la tomaia, a seconda della calzatura adoperata, risulta pure possibile "intrappolare" il pene tra il piede e la parte interna della stessa calzatura.

## Preferenze tra donna e uomo
Non esiste una sostanziale preferenza tra uomo e donna, anche se il tipo di eccitazione e di piacere può differire da sesso a sesso e da persona a persona. Nelle intenzioni delle pratiche fetish, sadomaso e BDSM, quali ad esempio il bukkake e la collana di perle, la donna dovrebbe provare piacere nel ricevere lo sperma del partner sul proprio piede. È possibile effettuare la tecnica indossando delle calze. Il footjob può comunque essere eseguito anche tra uomo e uomo.

## Footjob donna/donna, donna/uomo
La donna che riceve il footjob solitamente viene masturbata sul clitoride con l'alluce del piede del partner, oppure può essere penetrata introducendo parzialmente le dita del piede nella vagina. Questa pratica richiede molta cautela e soprattutto predisposizione da parte della partner a ricevere tale modalità di masturbazione. Questo tipo di footjob può essere eseguito anche fra donne.